# Yannick Martinez
Yannick Martinez (Fourchambault, 4 mei 1988) is een Frans wielrenner die anno 2018 rijdt voor Delko Marseille Provence KTM. Martinez begon als veldrijder en werd onder meer Frans kampioen bij de nieuwelingen.
Yannick is de jongere broer van oud-wielrenner en olympisch kampioen mountainbiken Miguel Martinez. Hun vader Mariano en oom Martin waren ook wielrenner, evenals zijn neef Lenny.

## Belangrijkste overwinningen
2009
Val d'Ille Classic
2013
5e etappe Vierdaagse van Duinkerke
1e etappe Route du Sud

## Resultaten in voornaamste wedstrijden
| Jaar | Ronde van Italië | Ronde van Frankrijk | Ronde van Spanje |
| ---- | ---------------- | ------------------- | ---------------- |
| 2014 |                  |                     | 81e              |
| 2015 |                  |                     |                  |
| 2016 |                  |                     |                  |
| 2017 |                  |                     |                  |
| 2018 |                  |                     |                  |

| Jaar | Gent-Wevelgem | Ronde van Vlaanderen | Parijs-Roubaix | Waalse Pijl |  | Wereldranglijsten |
| ---- | ------------- | -------------------- | -------------- | ----------- |  | ----------------- |
| 2014 | opgave        | 75e                  | 24e            |             |  | 179e (UWT)        |
| 2015 | opgave        | opgave               | 40e            |             |  |                   |
| 2016 |               |                      | opgave         | 156e        |  |                   |
| 2017 |               |                      | opgave         |             |  |                   |
| 2018 |               |                      | opgave         |             |  |                   |

## Ploegen
- 2011 –  AG2R La Mondiale (stagiair)
- 2012 –  La Pomme Marseille
- 2013 –  La Pomme Marseille
- 2014 –  Team Europcar
- 2015 –  Team Europcar
- 2016 –  Delko Marseille Provence KTM
- 2017 –  Delko Marseille Provence KTM
- 2018 –  Delko Marseille Provence KTM